# Ferrari 158
Ferrari 158 je bio bolid talijanske momčadi Scuderia Ferrari u Formuli 1.
Bolid je dizajnirao Mauro Forghieri za 1964. U odnosu na prethodnu sezonu, Ferrari je proizveo i novi V8 motor koji je razvijao 210 KS, te je bio laganiji od V6 motora korištenog 1963. Forghieri ga je namjeravao koristiti kao dio noseće strukture bolida, no morao je odustati od tog plana jer su intenzivna testiranja tijekom zime, i prije početka sezone, pokazala da je kućište motora preslabo za taj zadatak.
Unatoč velikom trudu uloženom u testiranja, model 158 je bio problematičan tijekom prve četiri utrke nove sezone. Pouzdanost motora i mjenjača je bila katastrofalna, te su u četiri utrke imali pet odustajanja. Jedino je u nizozemskom Zandvoortu John Surtees osvojio drugo mjesto, ali s preko 50 sekundi zaostatka za pobjednikom Jimom Clarkom. Surteesov momčadski kolega Lorenzo Bandini, vozio je ovaj bolid na tek četiri utrke 1964., dok je na ostalih šest utrka koristio prošlogodišnji 156 Aero model. Bandini je sa 158 modelom osvojio bodove samo na VN Italije, kada je bio 3. na Monzi.  